# Beat Wyss
Beat Wyss (* 29. Oktober 1947 in Basel) ist ein Schweizer Kunsthistoriker und Professor für Kunstwissenschaft und Medientheorie an der Staatlichen Hochschule für Gestaltung Karlsruhe (HfG Karlsruhe).

## Leben
Beat Wyss studierte Kunstgeschichte, Philosophie und deutsche Literatur in Zürich. Er war von 1980 bis 1983 Stipendiat des Schweizerischen Nationalfonds an der Freien Universität Berlin und am Istituto Svizzero di Roma. Von 1986 bis 1989 war er als Lektor beim Artemis Verlag (Zürich und München) tätig sowie als Lehrbeauftragter für Architektur- und Kulturgeschichte an der Eidgenössischen Technischen Hochschule (ETH).
Nach einer Vertretungsprofessur an der Universität Bonn und einem Aufenthalt als Visiting Scholar am Getty Center in Santa Monica wurde Wyss 1991 als Professor für Kunstgeschichte an das Kunstgeschichtliche Institut der Ruhr-Universität Bochum berufen. Auf eine Gastprofessur an der Cornell University, Ithaca, N.Y. (1996) folgte ein Ruf an die Universität Stuttgart, wo er bis 2003 das Institut für Kunstgeschichte leitete. Seit 2003 ist er Professor für Kunstwissenschaft und Medientheorie an der Staatlichen Hochschule für Gestaltung Karlsruhe, wo er von 2003 bis 2009 zudem als Sprecher des Graduiertenkollegs „Bild – Körper – Medium. Eine anthropologische Perspektive“ fungierte. Von 2008 bis 2011 war er Professorial Fellow am Schweizerischen Institut für Kunstwissenschaft in Zürich. Von Februar bis Juni 2013 war er Kress Fellow in the Literature of Art am Sterling and Francine Clark Art Institute, Williamstown (Massachusetts). Er ist seit 2001 ordentliches Mitglied der Heidelberger Akademie der Wissenschaften.
2001 wurde Wyss mit dem Kunst- und Kulturpreis der Stadt Luzern ausgezeichnet.

## Schriften (Auswahl)
- Trauer der Vollendung. Von der Ästhetik des Deutschen Idealismus zur Kulturkritik an der Moderne (= Debatte. 14). Matthes & Seitz, München 1985, ISBN 3-88221-357-4 (Später als: Trauer der Vollendung. Zur Geburt der Kulturkritik.).
- Der Wille zur Kunst. Zur ästhetischen Mentalität der Moderne. DuMont, Köln 1996, ISBN 3-7701-3769-8 (In spanischer Sprache: La voluntad de arte. Sobre la mentalidad moderna. Traducción Helena Bernabé Blanco. Abada, Madrid 2010, ISBN 978-84-96775-66-4).
- Die Welt als T-Shirt. Zur Ästhetik und Geschichte der Medien. DuMont, Köln 1997, ISBN 3-7701-4020-6.
- Vom Bild zum Kunstsystem (= Kunstwissenschaftliche Bibliothek. 32). 2 Bände. König, Köln 2006, ISBN 3-86560-030-1.
- Die Wiederkehr des Neuen (= Fundus-Bücher. 163). Philo & Philo Fine Arts, Hamburg 2007, ISBN 978-3-86572-533-2.
- Nach den großen Erzählungen (= Edition Suhrkamp. 2549). Suhrkamp, Frankfurt am Main 2009, ISBN 978-3-518-12549-6.
- Bilder von der Globalisierung. Die Weltausstellung von Paris 1889. Insel-Verlag, Berlin 2010 ISBN 978-3-458-17485-1.
- Renaissance als Kulturtechnik (= Fundus-Bücher. 204). Philo Fine Arts, Hamburg 2013, ISBN 978-3-86572-689-6.